# Pentatrichia
 Pentatrichia  Klatt, 1895 è un genere di piante angiosperme dicotiledoni della famiglia delle Asteraceae (sottofamiglia Asteroideae).

## Etimologia
Il nome scientifico del genere è stato definito dal botanico Friedrich Wilhelm Klatt (1825-1897) nella pubblicazione " Bulletin de l'Herbier Boissier" ( Bull. Herb. Boissier 3(8): 436 ) del 1895.

## Descrizione
Habitus. Le specie di questo genere hanno un habitus di tipo sub-arbustivo. I cauli di queste piante sono provvisti del floema, ma non di canali resiniferi; mentre i sesquiterpeni lattoni sono normalmente assenti (piante senza lattice).
Fusto. La parte aerea in genere è eretta e riccamente ramosa (i rami sono ricurvi). I fusti sono legnosi. Altezza massima: da 0,2 a 1,50 metri.
Foglie. Le foglie in genere sono disposte in modo alternato e sono picciolate. La lamina è intera, piatta con forme più o meno palmate; i margini sono dentato-lobati (i lobi sono ottusi). La superficie è tomentosa su entrambe le facce.
Infiorescenza. Le sinflorescenze sono sia scapose che composte da alcuni capolini raccolti in formazioni lasso-corimbose. Le infiorescenze vere e proprie sono formate da un capolino terminale peduncolato di tipo discoide (con fiori omogami) o disciforme (con fiori eterogami). I capolini sono formati da un involucro, con forme campanulate, composto da diverse brattee, al cui interno un ricettacolo fa da base ai fiori. Le brattee, glabre o pelose a consistenza cartilaginea, sono disposte in modo più o meno embricato su 7 serie e possono essere connate alla base; talora possono avere un margine ialino. Il ricettacolo è nudo ossia senza pagliette a protezione della base dei fiori; la forma è piatta.
Fiori. I fiori sono tetra-ciclici (formati cioè da 4 verticilli: calice – corolla – androceo – gineceo) e pentameri (calice e corolla formati da 5 elementi). Sono inoltre tubulosi, attinomorfi e si distinguono in:
- fiori del disco esterni: sono molti su 1 – 3 serie; sono femminili e filiformi o radiati (se presenti);
- fiori del disco centrali: sono pochi; sono ermafroditi.

In questo gruppo di piante i fiori radiati (ligulati o del raggio) sono assenti; a volte sono confusi con i fiori femminili (tubulosi) del disco esterno più o meno sub-zigomorfi con un lembo piatto e possono essere interpretati come fiori del raggio.
- Formula fiorale:

*/x K {\displaystyle \infty }, [C (5), A (5)], G 2 (infero), achenio
- Calice: i sepali del calice sono ridotti ad una coroncina di squame.
- Corolla: la forma della corolla normalmente è tubolare con 5 lobi (raramente 4); i lobi hanno una forma deltata o più o meno lanceolata. I colori della corolla sono giallo o bianco (i fiori esterni), giallo (quelli centrali).
- Androceo: l'androceo è formato da 5 stami sorretti da filamenti generalmente liberi; gli stami sono connati e formano un manicotto circondante lo stilo; le teche (produttrici del polline) sono prive di sperone, ma hanno la coda (una sola); le appendici apicali delle antere hanno delle forme piatte; il tessuto endoteciale (rivestimento interno dell'antera) è quasi sempre polarizzato (con due superfici distinte: una verso l'esterno e una verso l'interno). Il polline è di tipo echinato (con punte sporgenti) a forma sferica è formato inoltre da due strati di ectesine, mentre lo strato basale è spesso e regolarmente perforato (tipo “gnafaloide”).[6]
- Gineceo: l'ovario (oblungo) è infero uniloculare formato da 2 carpelli. Lo stilo (il recettore del polline) è intero o biforcato con due stigmi nella parte apicale. Gli stigmi hanno una forma ottusa; possono essere ricoperti da minute papille o avere dei penicilli dorsali. Le superfici stigmatiche sono separate.[6]

Frutti. I frutti sono degli acheni con pappo. Gli acheni sono piccoli a forma ellissoide; la superficie è ricoperta di peli doppi allungati; il pericarpo può essere percorso longitudinalmente da 4 fasci vascolari (o coste). Il pappo in genere ridotto, è formato da 3 - 8 setole capillari (piumose o barbate) intervallate da corte squame. Lunghezza degli acheni: 1 mm.

## Biologia
Impollinazione: l'impollinazione avviene tramite insetti (impollinazione entomogama tramite farfalle diurne e notturne).

Riproduzione: la fecondazione avviene fondamentalmente tramite l'impollinazione dei fiori (vedi sopra).

Dispersione: i semi (gli acheni) cadendo a terra sono successivamente dispersi soprattutto da insetti tipo formiche (disseminazione mirmecoria). In questo tipo di piante avviene anche un altro tipo di dispersione: zoocoria. Infatti gli uncini delle brattee dell'involucro (se presenti) si agganciano ai peli degli animali di passaggio disperdendo così anche su lunghe distanze i semi della pianta. Inoltre per merito del pappo il vento può trasportare i semi anche a distanza di alcuni chilometri (disseminazione anemocora).

## Distribuzione e habitat
Le specie di questo genere sono distribuite in Namibia e Sudafrica.

## Tassonomia
La famiglia di appartenenza di questa voce (Asteraceae o Compositae, nomen conservandum) probabilmente originaria del Sud America, è la più numerosa del mondo vegetale, comprende oltre 23.000 specie distribuite su 1.535 generi, oppure 22.750 specie e 1.530 generi secondo altre fonti (una delle checklist più aggiornata elenca fino a 1.679 generi). La famiglia attualmente (2021) è divisa in 16 sottofamiglie; la sottofamiglia Asteroideae è una di queste e rappresenta l'evoluzione più recente di tutta la famiglia.

### Filogenesi
Il genere di questa voce è descritto nella tribù Gnaphalieae (una delle 21 tribù della sottofamiglia Asteroideae) e in particolare nella sottotribù Relhaniinae. Da un punto di vista filogenetico, la tribù Gnaphalieae fa parte del supergruppo (o sottofamiglia) "Asteroideae grade"; l'altro è il supergruppo "Non-Asteroideae" contenente il resto delle sottofamiglie delle Asteraceae. All'interno del supergruppo è vicina alle tribù Senecioneae, Calenduleae, Astereae e Anthemideae.
La sottotribù Relhaniinae (Relhania Clade) è un gruppo formalmente riconosciuto appartenente alla grande tribù delle Gnaphalieae. La sua posizione è "basale" ed è "sorella" al resto della tribù. La sottotribù è caratterizzata dall'avere un pappo ridotto, le foglie con pubescenza adassiale (la parte abassiale è ricoperta da ghiandole puntate) e solcate, i capolini solitari e i cromosomi diploidi con numero 14. Relhaniinae, da un punto di vista filogenetico, è divisa in due cladi; Pentatrichia insieme ai generi Athrixia, Lepidostephium, Alatoseta e Phagnalon appartiene al primo clade (tutti generi monofiletici). Pentatrichia insieme al genere Phagnalon formano un "gruppo fratello" con il resto del clade. "Pentatrichia" e "Phagnalon" condividono alcune sinapomorfie, come le lunghe antere caudate e i cuscini cerosi all'esterno dei lobi della corolla.
Il cladogramma seguente, tratto dallo studio citato e semplificato, mostra una possibile configurazione filogenetica della sottotribù evidenziando la posizione del genere di questa voce.
|  | Alatoseta |
|  |           |
|  | Athrixia  |
|  |           |

|  | Phagnalon    |
|  |              |
|  | Pentatrichia |
|  |              |

|  | Alatoseta |
|  |           |
|  | Athrixia  |
|  |           |

|  | Phagnalon    |
|  |              |
|  | Pentatrichia |
|  |              |

|  | Alatoseta |
|  |           |
|  | Athrixia  |
|  |           |

|  | Phagnalon    |
|  |              |
|  | Pentatrichia |
|  |              |

|  | Alatoseta |
|  |           |
|  | Athrixia  |
|  |           |

|  | Phagnalon    |
|  |              |
|  | Pentatrichia |
|  |              |

|  | Alatoseta |
|  |           |
|  | Athrixia  |
|  |           |

|  | Phagnalon    |
|  |              |
|  | Pentatrichia |
|  |              |

|  | Alatoseta |
|  |           |
|  | Athrixia  |
|  |           |

|  | Phagnalon    |
|  |              |
|  | Pentatrichia |
|  |              |

|  | Alatoseta |
|  |           |
|  | Athrixia  |
|  |           |

|  | Phagnalon    |
|  |              |
|  | Pentatrichia |
|  |              |

|  | Alatoseta |
|  |           |
|  | Athrixia  |
|  |           |

|  | Phagnalon    |
|  |              |
|  | Pentatrichia |
|  |              |

I caratteri distintivi del genere  Pentatrichia sono:
- i margini delle foglie non sono lobati;
- i fiori centrali sono perfetti (ermafroditi);
- gli acheni dei fiori centrali sono uguali o più lunghi della corolla.

Il numero cromosomico delle specie di questo genere è: 2n = 14.

### Elenco delle specie
Questo genere ha 5 specie:
- Pentatrichia alata S.Moore
- Pentatrichia integra  (Compton) Klaassen & N.G.Bergh
- Pentatrichia kuntzei  (O.Hoffm.) Klaassen & N.G.Bergh
- Pentatrichia petrosa  Klatt
- Pentatrichia rehmii  (Merxm.) Merxm.

### Sinonimi
Sono elencati alcuni sinonimi per questa entità:
- Anisothrix O.Hoffm. ex Kuntze, 1898